# El Jem (délégation)
El Jem est une délégation tunisienne dépendant du gouvernorat de Mahdia.
En 2014, elle compte 48 611 habitants dont 24 132 hommes et 24 479 femmes répartis dans 10 858 ménages et 13 293 logements.